# Culture légitime
La culture légitime désigne le type de connaissances et de savoirs qui apparaît légitime aux yeux de tous les individus d'une même société. Ce concept est développé par le sociologue Pierre Bourdieu. 

## Concept
Pierre Bourdieu montre que les goûts en matière de culture légitime ne sont pas naturels, mais socialement déterminés. Les besoins culturels sont ainsi le produit de l'éducation, étroitement liée au niveau d'instruction (nombre d'années d'études, détention de titres scolaires). En analysant l'école et les programmes scolaires, il montre que certains types de savoirs sont plus valorisés que d'autres par l'institution scolaire ; les connaissances en littérature classique sont mieux valorisées que les connaissances sur l'histoire du rock. Cela induit l'idée que dans la culture (au sens anthropologique du terme) d'une même société, il existe des sous-cultures plus ou moins légitimes. Le détenteur de culture légitime dispose de ce fait, selon Bourdieu, d'un prestige social certain.
La culture scolaire telle qu'enseignée dans les années 1960 serait donc une culture de classe, celle des élites intellectuelles. Il écrit ainsi que « Les programmes sont une affaire d’État ; changer un programme, c'est changer la structure de distribution du capital, c'est faire dépérir certaines formes de capital. La culture légitime est la culture d’État ».
L'existence d'une culture légitime est due à l'hétérogénéité de la production culturelle d'une société. Les biens culturels qu'une société produit sont effets différents, et l'école considère certains comme supérieurs aux autres. Cela générerait une hiérarchie, supposément partagée par les individus. Afin d'être légitime, la culture légitime doit voir sa légitimité être acceptée par tous, dont ceux qui en sont éloignés. Bernard Lahire remarque que la familiarité avec la culture légitime permet aux élites intellectuelles de se montrer désinvolte avec elle, tandis que l'ignorance de culture légitime à l'école serait perçue comme un manque de goût ou de connaissances.
La culture légitime fait l'objet de ritualisations. La politique culturelle scientifique, technique et industrielle fait ainsi l'objet d'une exposition en 1937 au Palais de la découverte. Pour Bernard Schiele et Emlyn Koster, l'exposition témoigne de l'édification d'une reconnaissance sociale envers l'activité génératrice de connaissances fondamentales.
La culture légitime serait donc une culture dite bourgeoise, qui se caractériserait pour Bourdieu par un rapport affectif à la langue et à la culture et par une valorisation du maniement de la langue et d'idées abstraites. Les élites sociales disposent du plus grand capital culturel, qui est lui-même constitué par un ensemble de connaissances issues de cultures qui ne sont pas équivalentes en valeurs. Du fait du prestige associé à la culture légitime, les sociétés contemporaines seraient marquées par une survalorisation du travail intellectuel sur le travail manuel.
Agnès Perrin écrit que l'enseignement de la littérature française à l'école permet de rétablir une égalité de chances liées à la maîtrise de la culture littéraire légitime. Il en va de même pour la culture générale.
Pour Bernard Lahire, les cultures, légitimes ou illégitimes, élitaires ou populaires, doivent être analysées pour ce qu'elles sont, en rapport avec les autres cultures avec lesquelles elles cohabitent dans un pays.

## Histoire
Erik Neveu et Armand Mattelart écrivent que l'État français a cherché à donner à la culture lettrée et philosophique une valeur universelle. Cette impulsion de l’État et des élites accouchent ainsi la figure légitime de l'auteur, et plus largement, du penseur. En découlerait la figure de l'intellectuel.
Karl Marx écrit, dans L'Idéologie allemande, que « les pensées de la classe dominante sont aussi, à toutes les époques, les pensées dominantes ».
L'historien Jean Baubérot fait remarquer que l'alphabétisation de la France sous la Troisième République défait l'opposition valable jusqu'alors entre la culture écrite, celle des élites, et la culture orale, celle de la population. Elle laisse la place à une opposition entre littérature légitime et littérature populaire. 
Dans son enquête sur La culture des députés français (1910-1958), l'historien François Grèzes-Rueff montre la détention de culture légitime par les députés, qui s'exprime par la détention de diplômes nécessitant des compétences poussées en maniement du langage.

## Limites
L'émergence d'une culture de masse, et l'affirmation de cultures identitaires, brouillent l'opposition entre culture dominante et culture populaire. Bernard Lahire montre également que la culture de divertissement (culture de masse) est désormais présente dans tous les milieux sociaux, ce qui semble confirmer la thèse de la moyennisation culturelle. Les spectateurs fréquentent l'école de plus en plus longtemps à partir de la deuxième moitié du XXe siècle, et l'école permet d'obtenir la capacité à aborder les œuvres légitimes et les autres -- mais aussi, dit-il, de distinguer le légitime et l'illégitime.